# 台湾长蜗牛
台湾长蜗牛（学名：Dolicheulota formosensis）是柄眼目堅齒螺科長蝸牛屬的一种。
長蝸牛屬舊屬扁蜗牛科，今屬堅齒螺科巴蝸牛亞科的盾蝸牛族。

## 分佈及棲息地
主要分布于台湾，树栖型。

## 外部連結
- 維基物種上的相關：台湾长蜗牛